# Пирамида (фонтан)
Фонтан «Пирамида» («Пирамидный») — фонтан в Петергофе. Находится в Восточной (Монплезирской) части Нижнего парка Петергофа. Вопреки ансамблевой петергофской традиции, он расположен обособленно, в стороне от парадных ансамблей, на отдельной Пирамидной аллее. Является одним из старейших и красивейших памятников Столицы Фонтанов. Ещё 20 августа 1725 года камерюнкер герцога Голштинского (отца будущего русского императора Петра III) Ф. Бергхольц писал: «Подобнаго большаго и красиваго водомета нет, может быть, нигде». Фонтан «…образует занятную пирамиду», — признал и менее восторженный Обри де Ла Моттре (1726 г.).
Фонтан «Пирамида» возник ещё при Петре I, по инициативе самого императора, тогда же получил своё название в честь необычной формы, во многом взятой с версальского «обелиска» (1704—1705 годы, арх. Ж. Ардуан-Монсар).
Впервые фонтан упомянут в Петровском указе лета 1721 года: «Пирамиду водяную с малыми кашкадами, и к ней садить лес по чертежу кленовой, липовой, или ольховой, по месту смотря».
Правда, главный петергофский архитектор Н. Микетти, которому было велено разработать проект фонтана, на первоначальном эскизе изобразил вовсе не пирамиду с четырёхгранным основанием, а фактически полную копию с Версальского трёхгранного «обелиска» (1704—1705 годы, арх. Ж. Ардуан-Монсар).
Однако Пётр (ещё в своём указе давший понять, что хочет иметь в своём приморском детище именно «Пирамиду»), что было справедливо, учитывая четырёхугольную форму избранного для фонтана участка, — своей рукой приписал:
«делать по сей фигуре, а пирамида была б внизу на четыре уголка». Это и определило неповторимую форму фонтана.
Работами руководил «архитектурии гейзель» М. Земцов, видное участие принимал фонтанный мастер П. Суалем.
Строить начали осенью того же года и закончили три года спустя, к лету 1724 года. Тогда Петр пустил воду, но, осмотрев и опробовав в октябре фонтан, повелел Земцову «пирамиду переделать, а именно бассейн ниже сделать и один [четвёртый, заимствованный от версальского „Обелиска“] уступ в кашкадах снять». С тех пор каскады и обретают ровно по 3 уступа.
Работы, очевидно, были закончены уже после смерти Петра I, к лету 1725 года. Ф. Бергхольц, впервые увидевший фонтан 20 августа, говорит о нём как о вновь открывшемся.
Однако и тогда облик фонтана был ещё далёк от современного. Уже и в то время восьмиметровый столб воды наполнял кирпичный бассейн (11 x 11) и стекал каскадами по 3 ступеням (тогда — деревянным, покрытыми рольным свинцом). Но ещё не было ни привычных мостиков через ров, ни величественной балюстрады — весь этот антураж будет впервые исполнен в дереве в 1739 году «архитектурным гейзелем» (помощником) Ф. Исаковым, разместившим по углам деревянные пирамидки со звёздами.
Время шло. Менялась эпоха, один архитектурный стиль уступал место другому. Это сказалось и на планировке парка. Ко второй половине XVIII века регулярные «итальянские сады» с их четкой геометрической планировкой стали уходить в прошлое. Пришло время тенистых «английских» садов, с вековыми деревьями, извилистыми дорожками. И, хотя Нижний парк всегда считался парадным, это коснулось и его: шпалеры, да и аккуратно подстриженные деревца уступили место большим деревьям, и фонтан, казалось бы, совсем затерялся, обособился, что придает ему свою особую прелесть. Исчезли шпалеры, окружающие фонтан на манер лабиринта.
До конца XVIII века облик фонтана остается без изменений, лишь в 1770 году последовал указ сделать мраморное ограждение и уступы. Проект исполнил В. Яковлев, но он был реализован лишь 30 лет спустя, 11 ноября 1799 года, когда Павел I издал указ «О построении Пирамидного фонтана из мрамора».
Мраморная отделка спешно изготавливалась на Петергофской гранильной фабрике. Строительными работами руководил Броуэр, и полгода спустя, 6 июня 1800 года, они были закончены. Легкая, величественная и прекрасная балюстрада в стиле процветающего классицизма, пожалуй, не имеет аналогов, её можно сравнить лишь с воздушной Камероновой галереей в Пушкине. Этот прекрасный, торжественный облик сохранился до наших дней.
Фонтан представляет собой квадратный в плане (11 x 11 метров) бассейн, увенчанный мраморной балюстрадой, а посредине — 8-метровый столб, напоминающий пирамиду. В чём же её секрет? Вода ещё с петровских времён поступает по наклонной трубе из Пирамидного пруда в семь камер квадратной чугунной коробки, герметично закрытой бронзовой крышкой с отверстием до 505 форсунок Высота струй каждой камеры регулируется клапанами. Так и образуется общий массив семиярусной пирамиды. Кстати, из всех парковых фонтанов это самый водоёмкий — в секунду уходит до ста литров воды. Сам водомёт находится на трёхступенчатом возвышении. Вода заполняет четырёхугольный бассейн и стекает четырьмя каскадами, каждый по пять ступенек, в неглубокий ров, по периметру опоясывающий весь ансамбль. С боков от каскадов расположены мраморные мостики, чтоб можно было подойти к самой балюстраде.
Как и все петергофские памятники, первоначально задуманный лишь как памятник победы в одной (хоть и важной для России) конкретной войне, ныне он (наряду со всем Петергофом) является и памятником победы в Великой Отечественной. Изуродованный фашистами (причём не взорванный, а разбитый механически) и вновь возвращённый к жизни в 1953 году П. Лаврентьевым с сыновьями Павлом и Владимиром, а также И. Смирновым, он по праву может носить звание обелиска в честь многовековой борьбы русского народа за независимость и неприкосновенность своего культурного достояния.